# ホルミズダガンの戦い
ホルミズダガンの戦い（ホルミズダガンのたたかい、オフルマズダーンの戦い）は224年4月28日に起きたアルサケス朝とサーサーン朝間の戦い。サーサーン朝の勝利によって、アルサケス朝パルティアは崩壊し、イランの統治権はサーサーン朝に移行した。これ以降651年まで、サーサーン朝はイランを統治する帝国となった。

## 背景

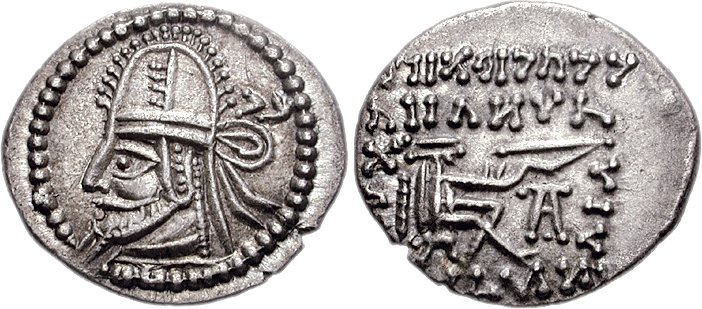
パルティア王アルタバヌス4世（在位：213年〜224年）の硬貨

208年頃、ヴォロガセス6世は父ヴォロガセス5世の跡を継いで、アルサケス朝の王となった。208年から213年まで単独の王として統治したが、213年に弟のアルタバノス4世が反乱を起こした。216年までには、アルタバノス4世は帝国の大半を掌握し、ローマ帝国からもアルサケス朝の君主として認められた。217年、アルタバノス4世はすぐにローマ皇帝カラカラと、ニシビスで戦いローマ軍を破った。翌年、ローマ帝国とアルサケス朝間に和平が成立し、アルサケス朝はメソポタミアの大部分を維持した。しかし、アルタバノス4世は、貨幣を鋳造するなど独自の行動を取り、反抗を続けるヴォロガセス6世を鎮圧する必要があった。そうした混乱の中で、サーサーン家がパルスで急速に勢力を伸ばし、アルダシールの指揮下で、パルスの近隣地域やキルマン（現代のケルマン地方）など遠方の領土も征服し始めた。当初、アルダシールの行動を、アルタバノス4世は無視していたが、その勢力も無視できないようになり、遂にアルサケス朝の王はついにアルダシールと対決することを選んだ
。

## 戦役

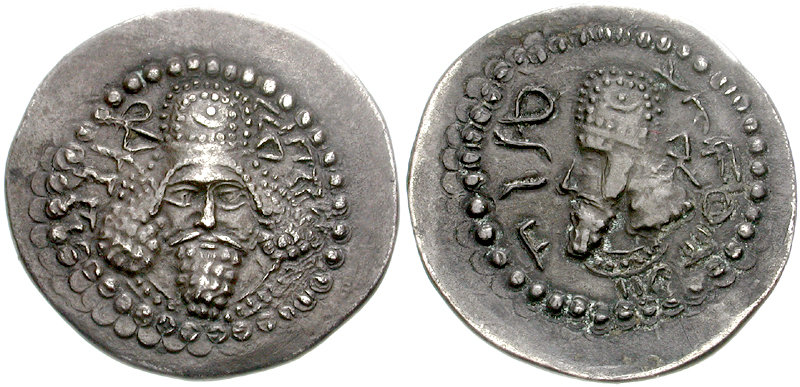
ペルシス王としてのアルダシールの硬貨。（ペルシス王としては、アルダシール5世）

ホルミズダガンの戦いの戦場はどこにあたるか分かっていない。アラビア語年代記「ニハーヤット・アル・アラブ（Nihayat al-arab）」 はホルミズダガンの戦場を「bʾdrjʾan」または「bʾdjʾn」と著し、ジオ・ワイデングレンはこれを「Jurbadhijan」（現在のゴルパーイエガーン）と推定した。しかし、アルダシールはホルミズダガンの戦いの前、カシュカル周辺で活動していたことが分かっており、これを考慮すると、この説は誤っている可能性がある。アブー・アル・バルアミーの未完成の著作に拠れば、Khosh-Hormozすなわちラム・ホルムズ（アフヴァーズ、アラジャンの近郊）で行われたとされている。このラム・ホルムズがホルミズダガンの別称であったという説は、ムスリム地理学者がラム・ホルムズは詳細に記述しているのに対して、ホルミズダガンの記述がまったくない事実への説明がつく。ラム・ホルミズの町は現在も存在していて、アフヴァーズから東へ65キロメートル、「ザグロス山脈のBangestan山の北東端を形成する丘陵のちょうど麓の広い平原」に位置する。現代の歴史家シャープール・シャフバーズィーは「この平原は、騎兵戦に非常に適した土地である」と評価している。

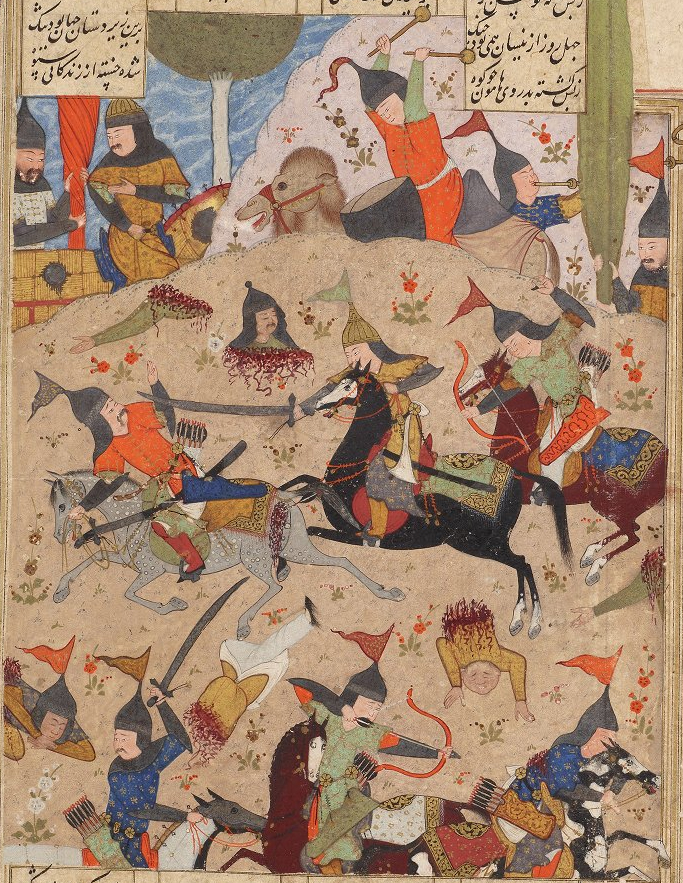
シャーナーメに描かれたホルミズダガンの戦い

サーサーン朝の資料に基づいたとされるタバリーの著作によれば、アルダシールとアルタバヌス4世は、メフル月（4月）の末にホルミズダガンで会うことに同意した。しかし、アルダシールは戦場となるホルミズダガンの有利な土地を、先に占領するために、期日よりも早くホルミズダガンへ向かった。アルダシールは、ホルミズダガンに溝渠を掘り、泉を占領した。アルダシールの軍勢は1万人の騎兵で構成され、その一部はローマ軍と同様に柔軟な鎖帷子を着用していた。対して、アルタバヌス4世の軍勢は兵士の数は勝っていたが、不便なラメラーアーマーを着用していたため兵士たちの士気は低かった。ササン朝の岩のレリーフに描かれているように、アルダシール1世の息子で後継者のシャープールも参戦している。ホルミズダガンの戦いは224年4月28日に起きた。この戦いでアルタバヌス4世が敗北し殺害された。アルタバヌス4世に仕えた首席書記官（dabirbad）Dad-windadも、アルダシールによって処刑された。アルダシール1世はパルティアの首都クテシフォンに入城すると、そこをサーサーン朝の都に定めた。ここに427年（サーサーン朝の開始時期は226年という説もある）にわたるササン朝の統治が始まった。

## 影響

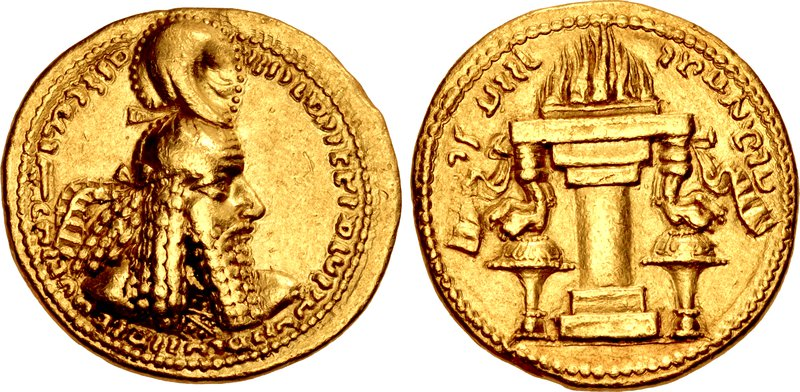
諸王の王としてのアルダシール1世（在位：224年〜242年）の硬貨

以降アルダシールはアルサケス朝の王が代々用いた「シャーハンシャー」（「諸王の王」）の称号を名乗り、「イランシャー（エーラーンシャー）」と呼ばれる地域の征服を始めた。アルダシール1世はホルミズダガンの戦勝を祝い、自身が造営したパルスの都市アルダシール・ファッラフ（栄光のアルダシールの意、現在のフィルザーバード
にあたる）の岩壁にレリーフを刻まさせた。レリーフの一つは、3つの場面が描かれていてる。左から、サーサーン朝の貴族がパルティアの兵士を捕らえる場面、シャープールがDad-windadを槍で突き刺す場面、アルダシールがアルタバヌス4世を追放する場面である。もう一つのレリーフでは、おそらく戦いの直後を描いている。勝利したアルダシール1世が拝火神殿の上でゾロアスター教の最高神アフラ・マズダーから王権の象徴を授けられ、その背後からシャープールと他の2人の王子たちが見守っている。
ホルミズダガンの戦いから4年後（228年）、ヴォロガセス6世もアルダシール1世によってメソポタミアから放逐された。七大貴族を始めとするアルサケス朝パルティアの有力貴族は、サーサーン朝を新たな君主と認め、イランにおける権力を保持した。初期のサーサーン朝軍（spah、スパフ）もパルティア軍とほぼ同一であり、騎兵の大半はアルサケス朝に仕えていたパルティア貴族によって構成されていた。これはサーサーン朝はパルティア貴族の支援があって、帝国を築き上げたことを証明している。実際に、サーサーン朝初期の碑文では中世ペルシア語とパルティア語が併用されているなど、パルティア貴族に譲歩している場面がみられる。このため青木健はパルティア貴族とサーサーン朝が軍事的に連合していることから、アルダシール1世が建国した国家を「ペルシア＝パルティア二重軍事帝国」ともとらえられると主張している。アルサケス朝の記憶が完全に忘れ去られることはなく、6世紀後半にはバハラーム・チョービンとヴィスタムがアルサケス朝の復興を掲げ、サーサーン朝に反乱を起こしたが失敗に終わった。

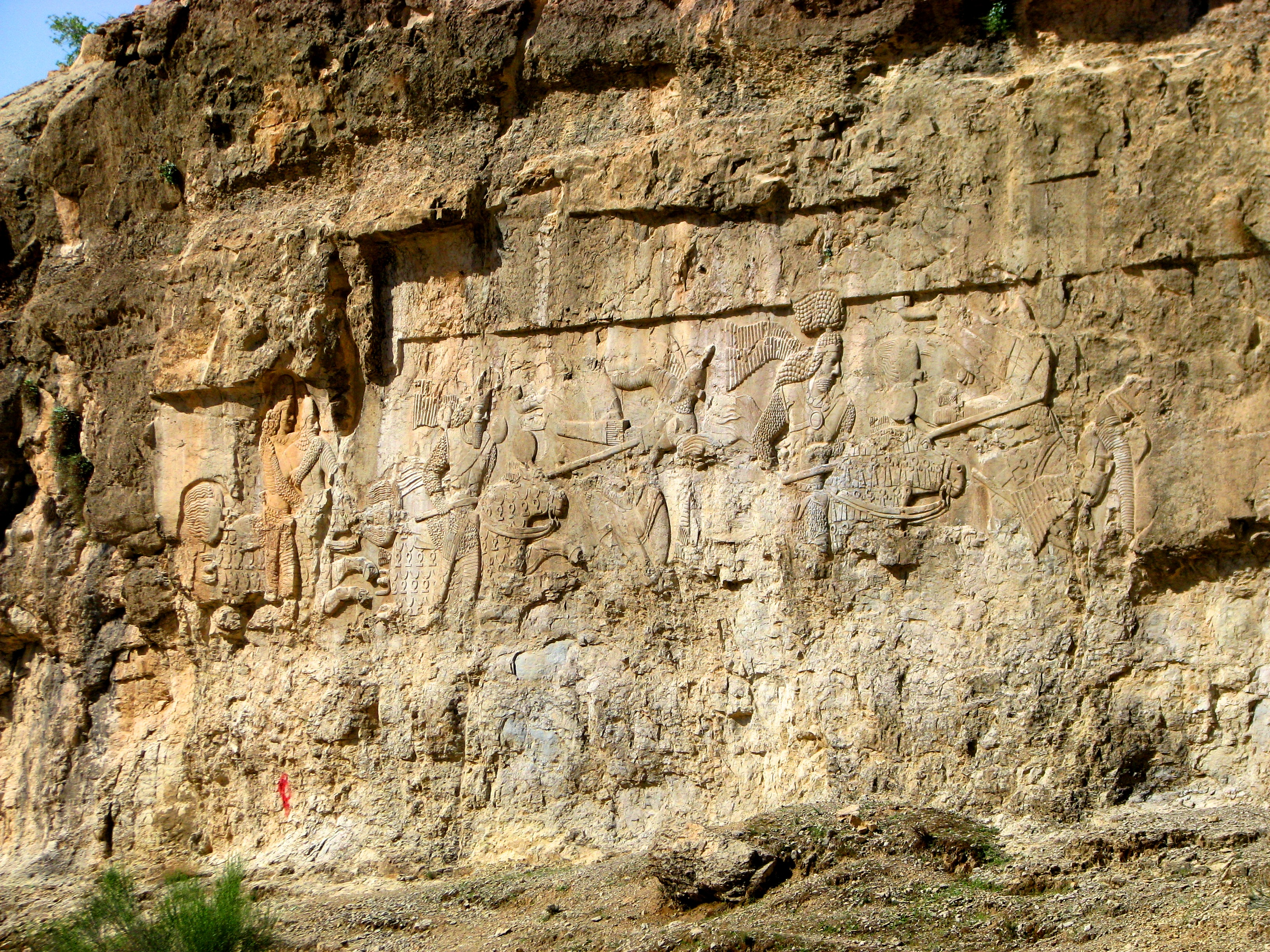
アルダシール1世がアルタバヌス4世に勝利したことを描いたレリーフ。
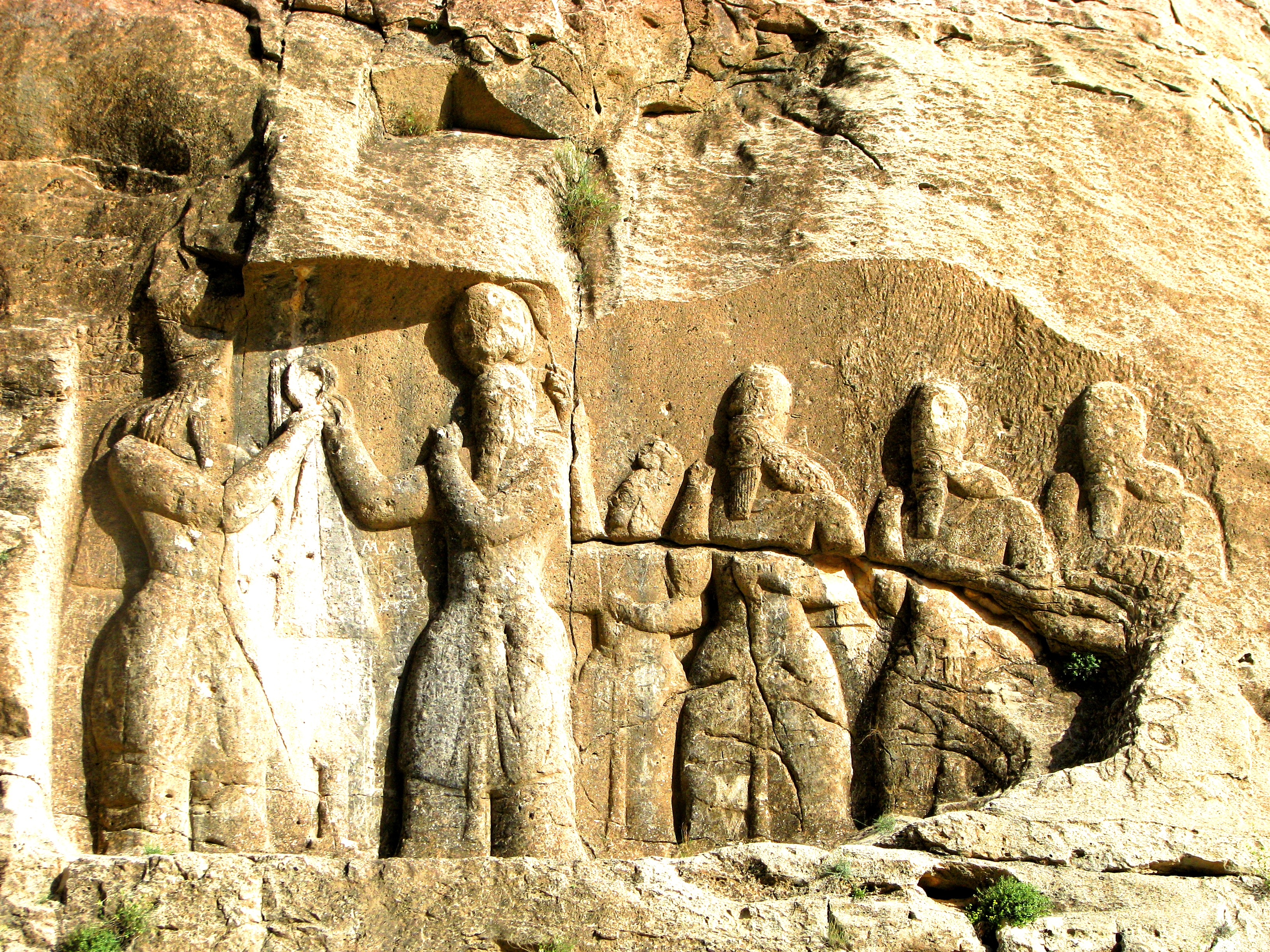
拝火神殿でゾロアスター教の最高神アフラ・マズダーがアルダシール1世に王権の象徴を授けた場面を描いたレリーフ。